# Moro

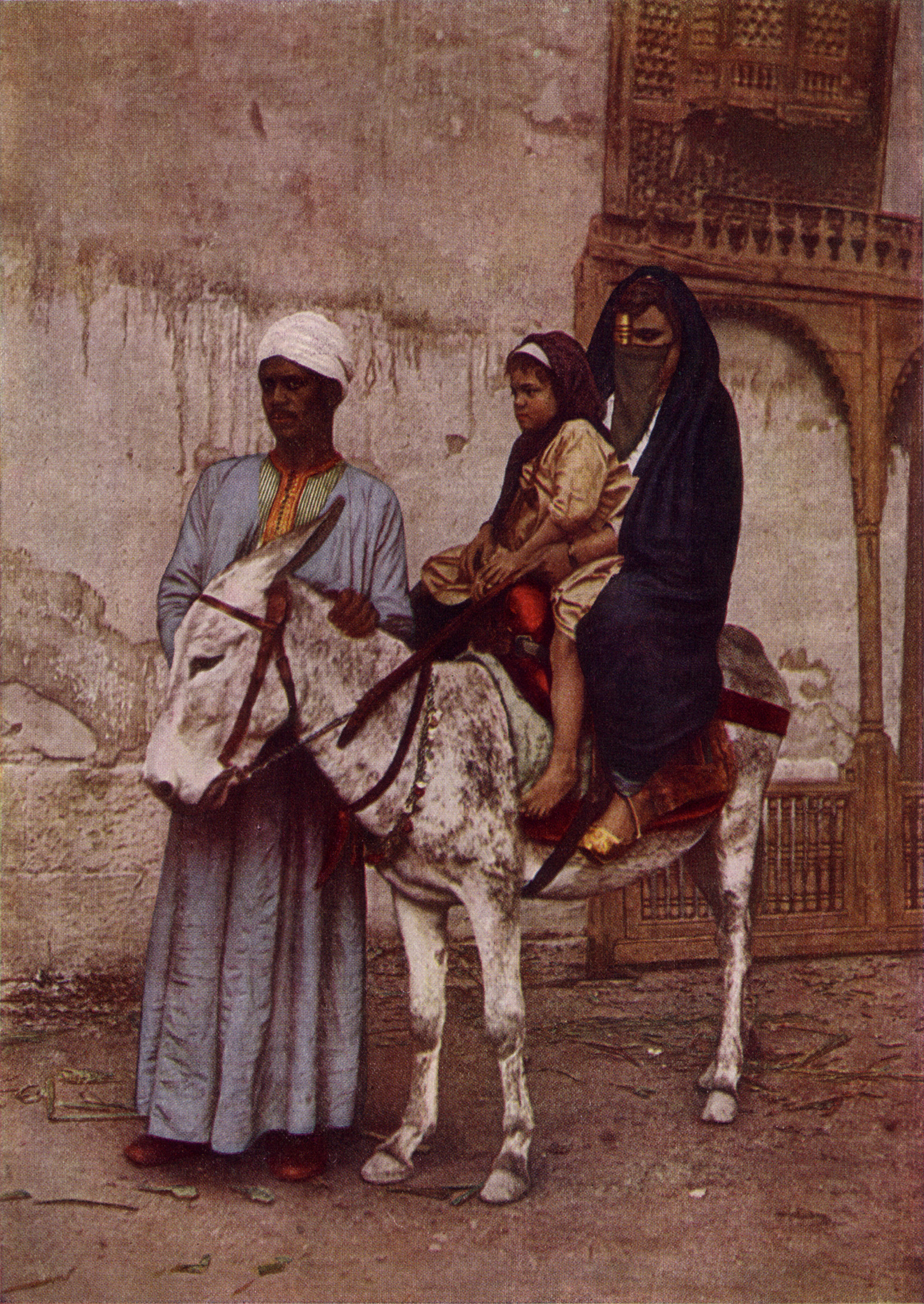
Moros del norte de África. Fotografía de National Geographic de 1917 (Gypsies and Moors in Northern Africa).

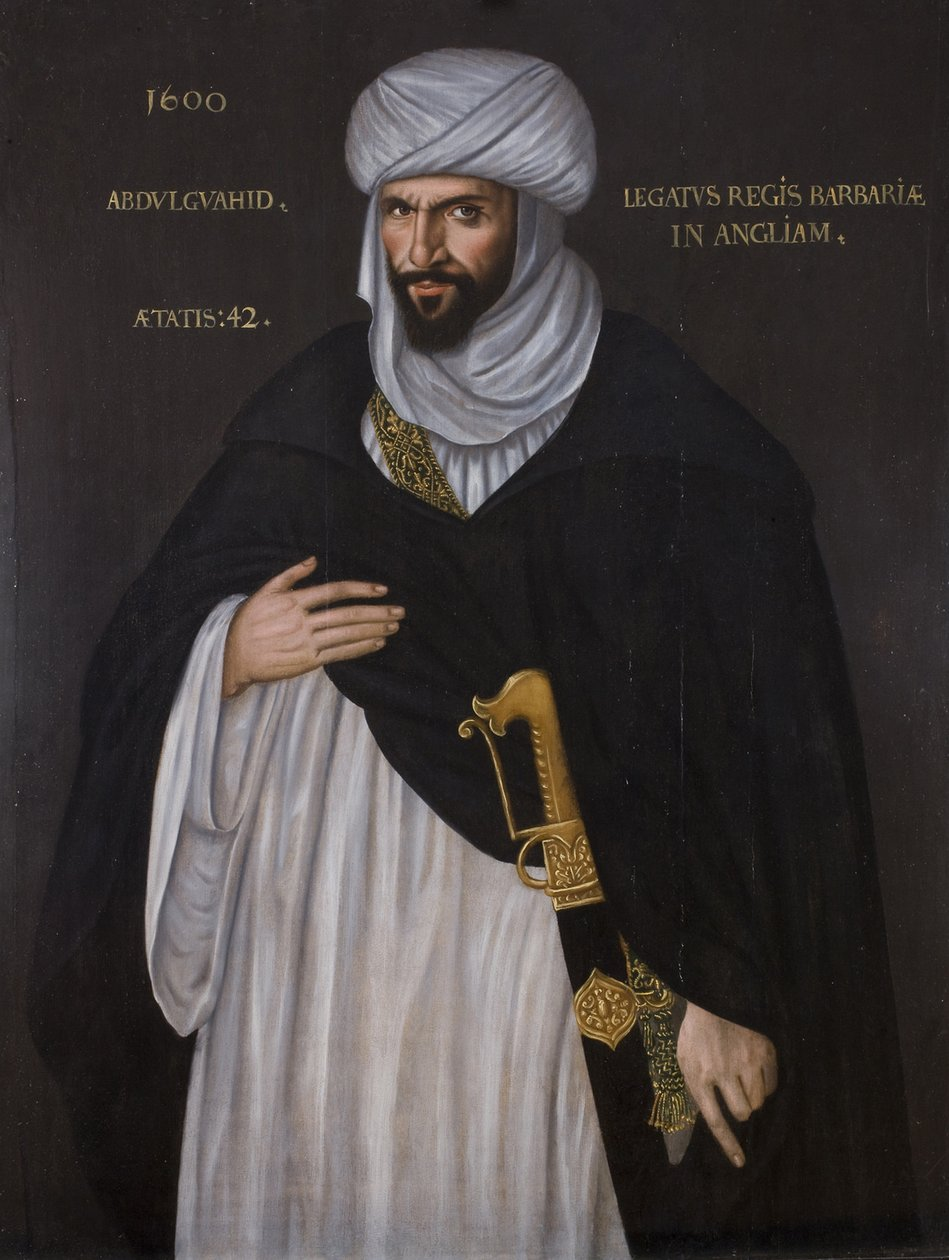
Abd el-Ouahed ben Messaoud, embajador moro ante la reina Isabel I de Inglaterra (1600).

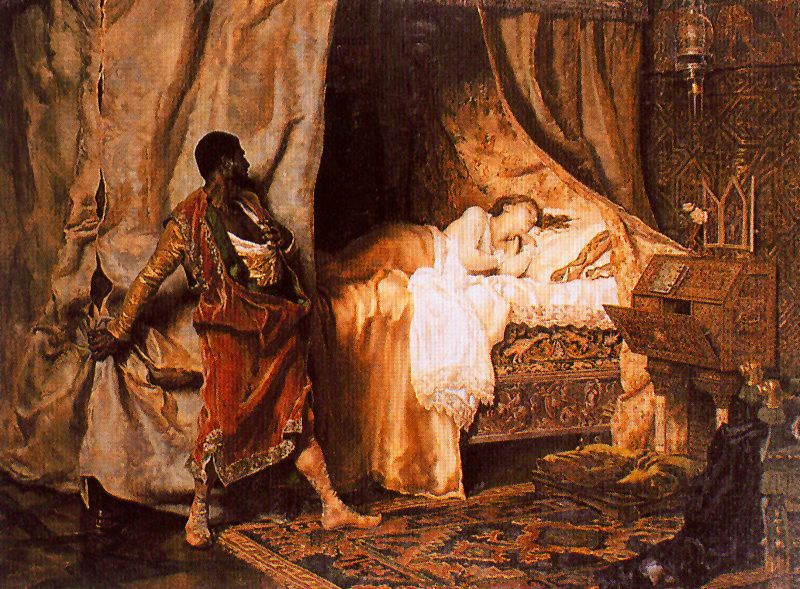
Otelo y Desdémona, por Antonio Muñoz Degrain. Pintura de 1881.

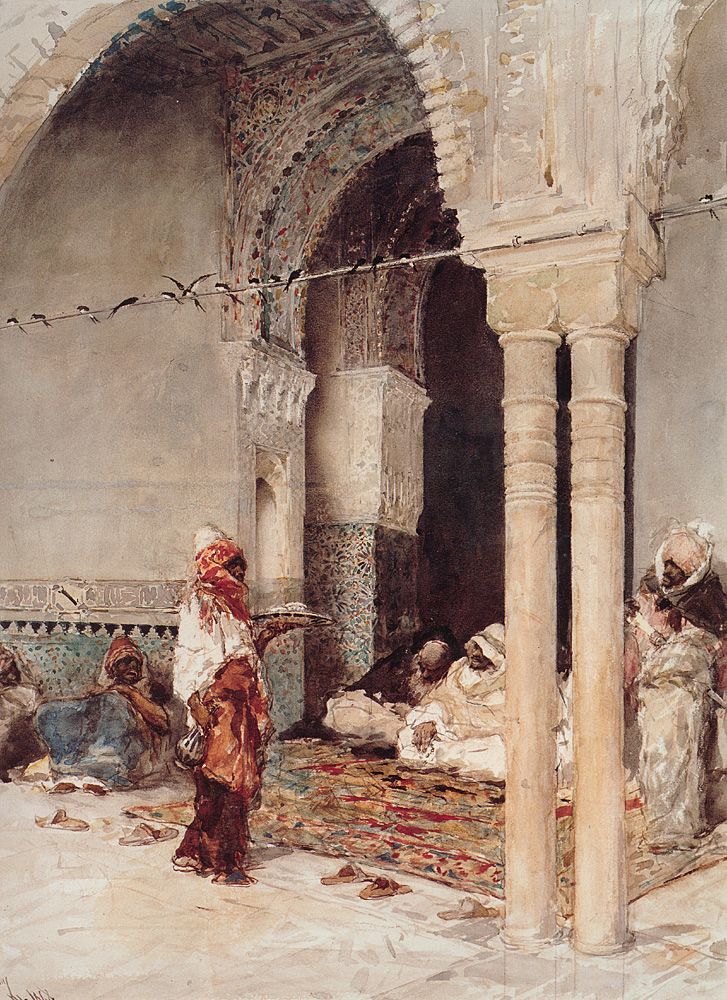
El café de las golondrinas, acuarela de tema orientalista de Mariano Fortuny, sobre apuntes tomados en Tánger (1868).

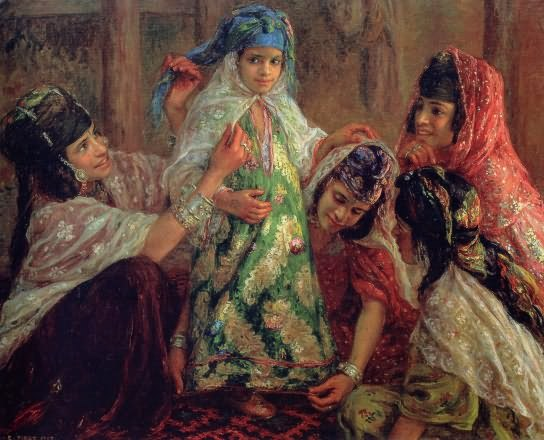
Vestido de fiesta, óleo de tema orientalista de Étienne Dinet (1907).

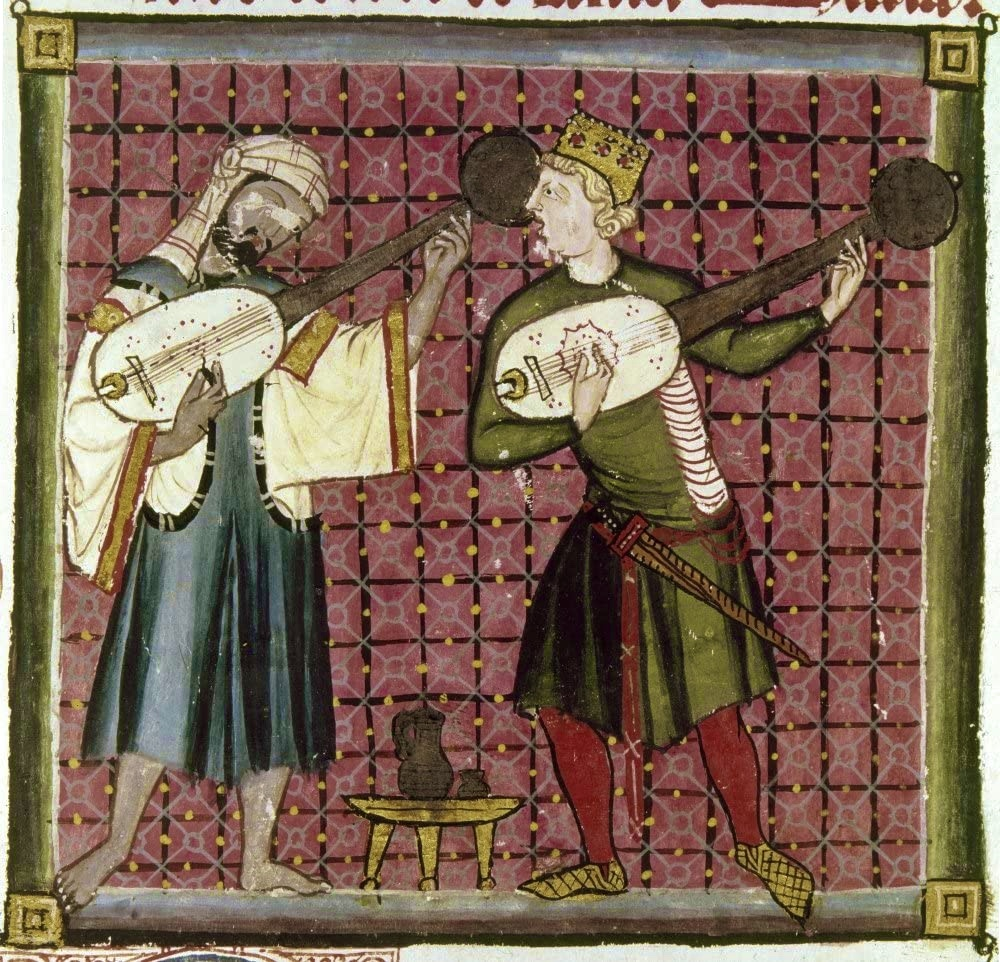
Juglar moro y juglar cristiano, en las Cantigas de Alfonso X el Sabio, hacia 1284.

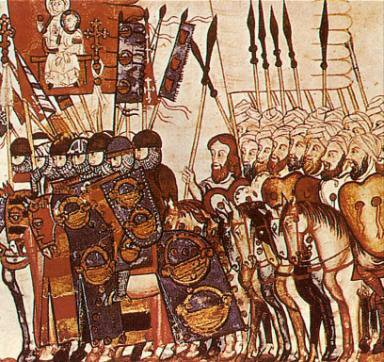
Guerreros moros y cristianos, formando parte de un mismo ejército. Fue una situación muy común durante la mayor parte de las batallas de la Reconquista. De las mismas Cantigas.

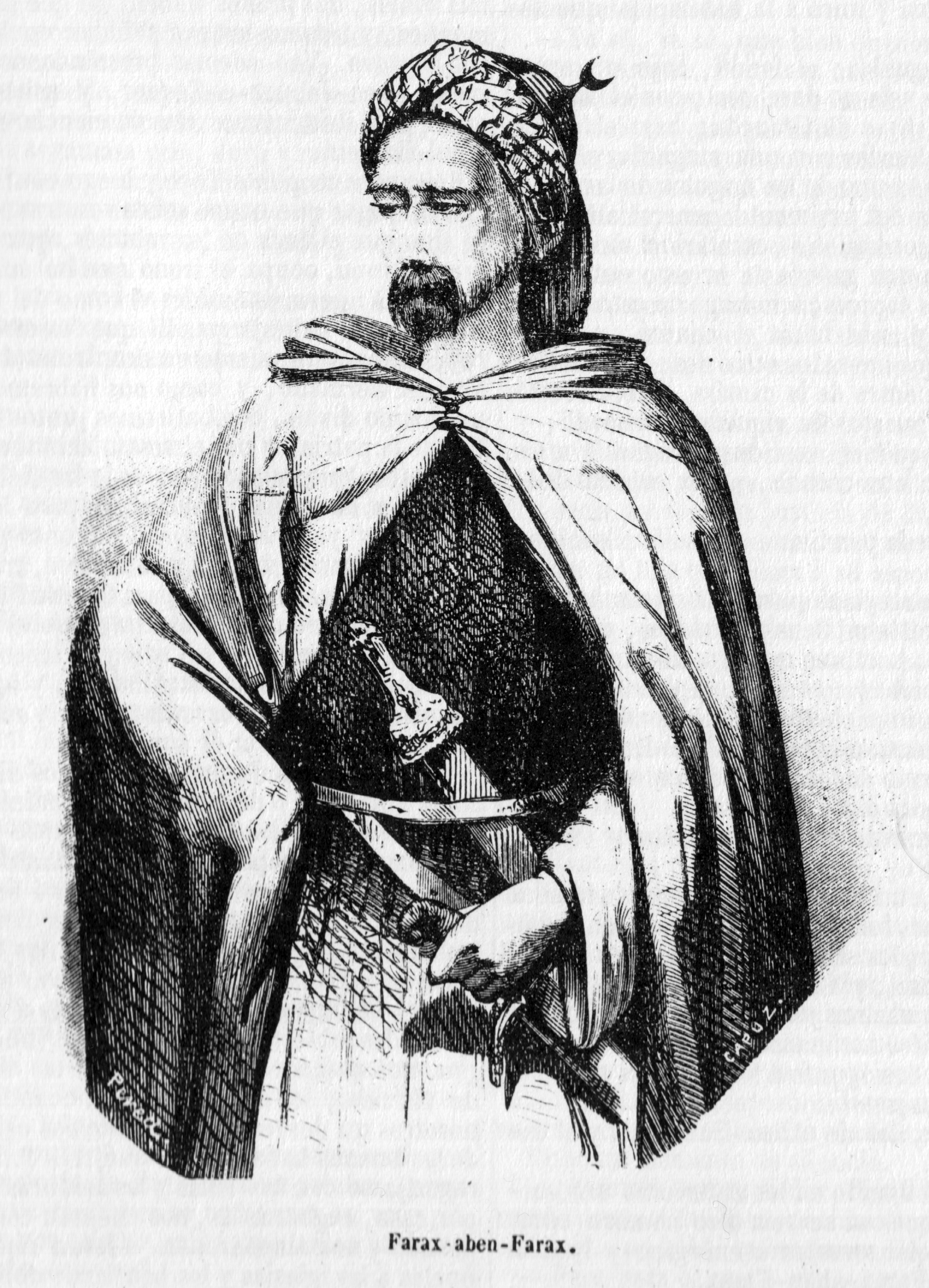
Ilustración de Los Motines de las Alpujarras, de Manuel Fernández y González (1859). Grabador: Tomás Carlos Capuz.

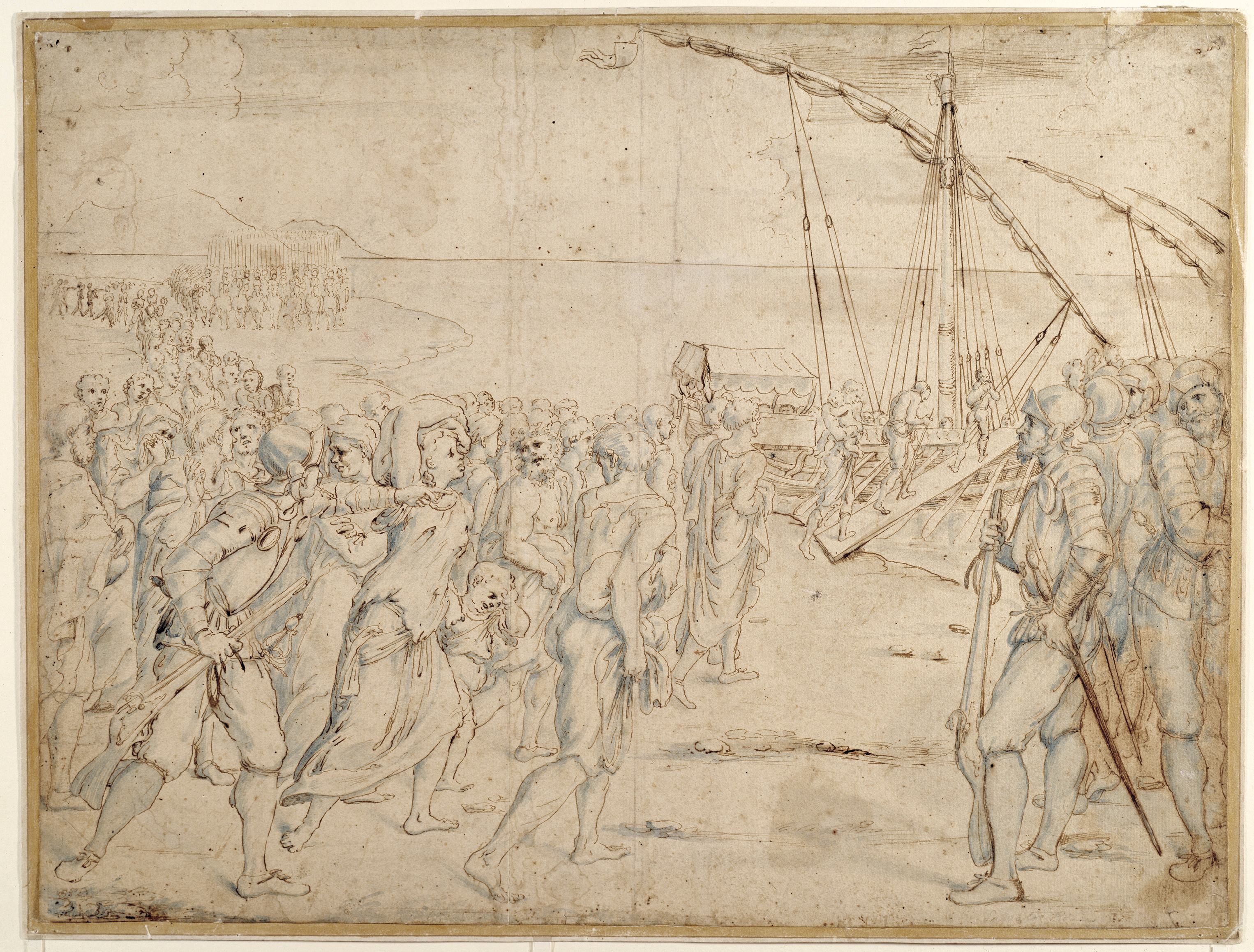
Expulsión de los moriscos, por Vicente Carducho. Comienzos del (el hecho representado es de 1609).

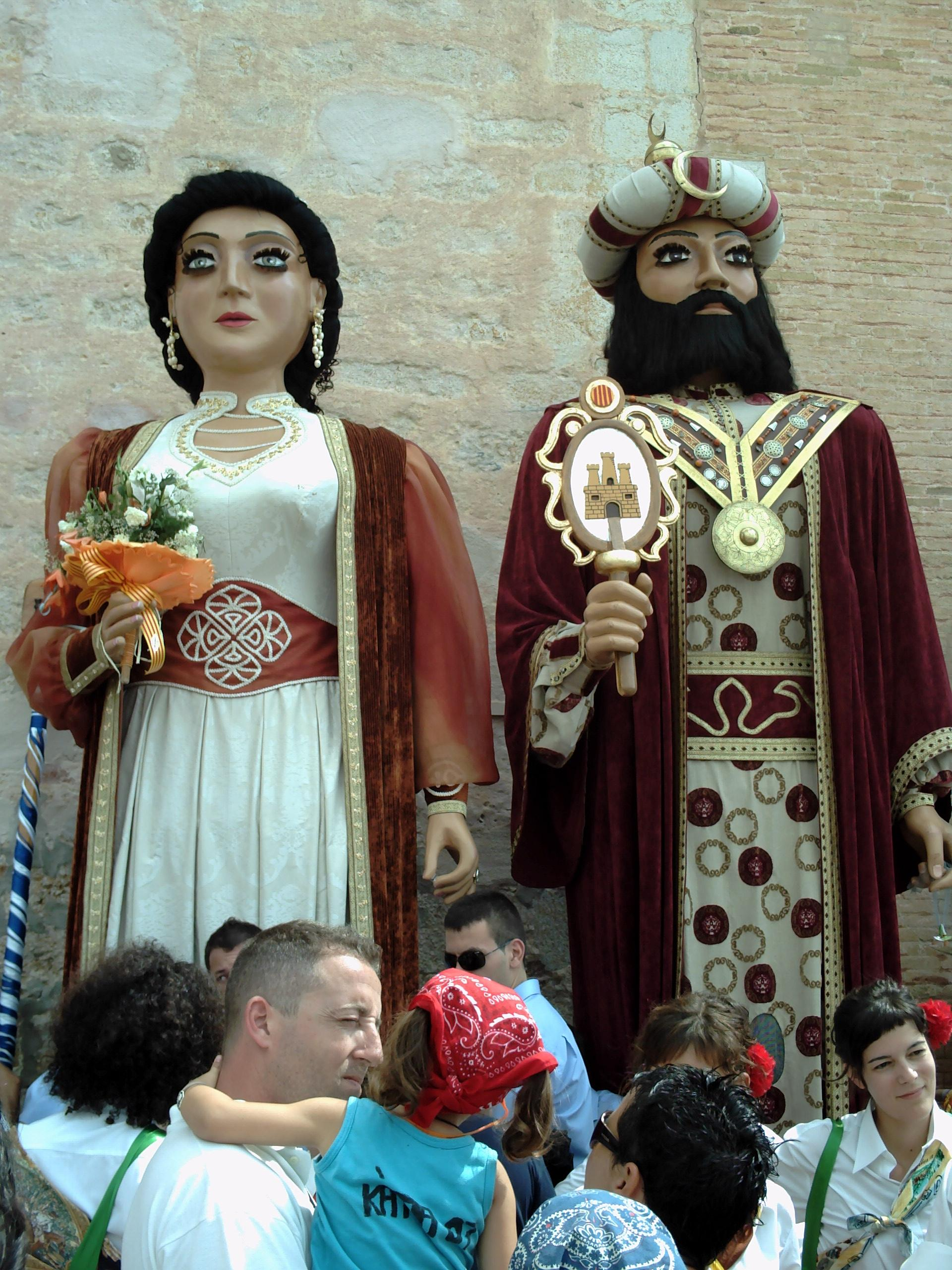
Gigantes moros de Sitges, figuras de la fiesta popular de gigantes y cabezudos.

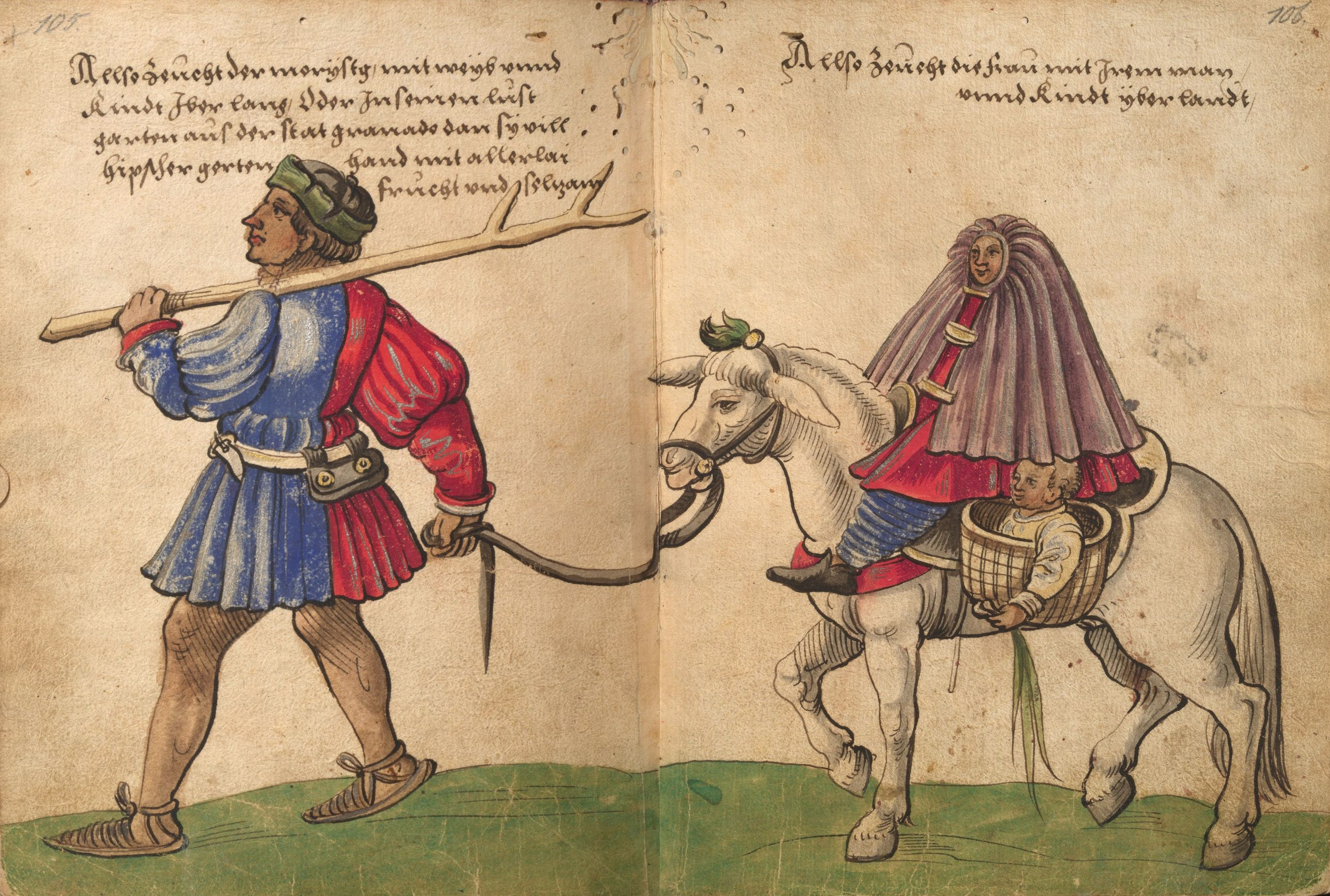
Moriscos en Granada, por Christoph Weiditz (1529)

Los moros son los habitantes del Magreb, en especial los de aquellos países norteafricanos más próximos geográficamente a la península ibérica. El concepto, empleado en diferentes períodos históricos, no presenta una distinción clara entre religión, etnia o cultura, aunque existe prevalencia en relacionarlo con la cultura árabe y la religión islámica, que son las predominantes actualmente en aquella región, no así las únicas (véase bereberes).
Es de uso popular y coloquial, y puede tener —o no— connotaciones peyorativas, dependiendo tanto del emisor como del receptor. Debido a esto Fundéu  recomienda el uso de magrebí, argelino, marroquí, etc., dependiendo del caso; sin embargo, el vocablo «moro» históricamente no siempre se ha aplicado de forma despectiva, sino que según el contexto se presentaba de forma positiva e, incluso, admirativa.
Los romanos antiguos lo utilizaban para designar a los pueblos norteafricanos habitantes del otrora reino de Mauritania y de las antiguas provincias romanas de Mauritania Tingitana y Mauritania Cesariense. Desde la Edad Media el término moros se ha venido empleando, incluso en la literatura culta, para designar a un conjunto impreciso de grupos humanos: tanto a los musulmanes ibéricos (andalusíes, enfrentados durante el extenso periodo histórico denominado Reconquista —siglos VIII al XV— a los reinos cristianos peninsulares), como a los bereberes, a los árabes o a los musulmanes de otras zonas (de forma intercambiable con otros términos hoy obsoletos, como: «sarraceno», «agareno» o «ismaelita»); incluso a los de raza negra (como Shakespeare en Otelo: el moro de Venecia, en un uso más propio de la Inglaterra isabelina) o a cualquier persona de tez oscura (como en el apodo del condotiero Ludovico Sforza, llamado Ludovico il Moro).
Tierra de moros se denominaba al territorio dominado por los musulmanes, especialmente en la España musulmana medieval, pero también en cualquier otro lugar o tiempo, con un uso equivalente al de la expresión islámica de Dar al-Islam.
El concepto de raza mora fue empleado en la etnografía de los siglos XVIII y XIX para designar genéricamente a los norteafricanos (con mayor o menor precisión en cuanto a color de la piel —más o menos moreno u oscuro—, color y forma del pelo —más o menos negro y rizado—, índice cefálico u otras medidas antropométricas); sin embargo, la utilización con este significado cayó en desuso con el avance de la ciencia y no tiene validez científica en la etnografía reciente. El mismo denominador de apariencia, moreno deriva del de moro, al igual que Mauri en el grecolatino original del cual provienen. No obstante, sigue siendo de uso habitual y oficial (incluso estadístico) en la denominación de diversos grupos de población en una amplia zona del África Noroccidental, no solo al norte del Sahara, sino también en Mauritania, Senegal, Malí y Níger. En otras partes del mundo muy alejadas, tales como Sri Lanka y las Filipinas, el vocablo «moro» se utiliza para designar a poblaciones de religión musulmana sin ninguna relación étnica con los oriundos del África septentrional.
Se han acuñado recientemente los sustantivos «maurofobia» (por su origen etimológico) y «morofobia», entendidos como la animadversión hacia los moros y lo moro.

## Etimología, paronimia y campo semántico
La palabra castellana «moro» se hereda del latín maurus y esta a su vez de la griega Μαῦρος máuros (negro o moreno), que designaban a los habitantes de la Mauritania antigua; aún hoy en griego moderno mávros-mávri es el adjetivo masculino-femenino para «negro». No está claro si fue este uso como adjetivo el que originó la denominación del gentilicio o fue a la inversa. Aparece «moro» en la Etymologia de Isidoro de Sevilla (625 d. C.); y documentada en la España de 1091, aparece así mismo en el Cantar de mio Cid de c. 1200; Alfonso de Palencia incluye “moro” en su Vocabulario universal de 1490.
El significado etimológico de «oscuro» se reservó en castellano para la forma relacionada «moreno», aunque se conservó en locuciones hechas como «hierba mora» (Solanum nigrum), cuya fruta es de color negro, para la propia fruta oscura de la mora, o para un tipo de pelaje equino (el negro con una mancha blanca en la frente y calzado en alguna pata).
En el uso castellano, el «vino moro» es el «no bautizado», es decir, el que no han mezclado con agua. También se utiliza coloquialmente la palabra «morapio» para referirse al vino, aunque el DRAE no recoge para esta palabra ninguna vinculación con «moro», ni siquiera como despectivo, sino una única definición: la de «vino oscuro, tinto»; y a pesar de ello no la supone derivada del latín o el griego, sino del árabe andalusí *murabbí, y este del árabe clásico murabbà, electuario, por murabbab, hecho arrope.
Tampoco hay relación etimológica de la palabra «moro» con las palabras «morabito» y «almorávide», cuya sonoridad y campo semántico son, no obstante, cercanos. La primera se refiere a una especie de ermitaño musulmán y a su lugar de retiro. El Diccionario de la lengua española (DRAE) refiere que su origen es del árabe clásico murābiṭ, miembro de una rábida. De este uso se derivó la segunda, aunque el DRAE especifica que esta palabra procede del árabe hispano almurábiṭ, y este del árabe clásico murābiṭ, acantonado.
Las palabras derivadas de «moro» (como «morisco», «moruno» y «moriego») son numerosísimas en castellano, y han generado todo tipo de: topónimos, antropónimos, fitónimos, zoónimos, etc.

## Historia

### Edad Antigua
El geógrafo griego Estrabón habla de estas poblaciones norteafricanas, diciendo que fueron llamados "maurisi" por los griegos y "mauri" por los romanos.
Según el historiador romano Salustio, los moros (mauri) fueron uno de los pueblos que formaron parte del ejército de Hércules en su viaje al extremo occidental del Mediterráneo, junto con persas, armenios y medos. Tras este mitológico origen se habrían mezclado con las poblaciones locales de Getulia (zenatas, grupos bereberes del Magreb actual), asentándose en las montañas de Marruecos, del Aurés argelino y de Libia.
El término moros también es utilizado por el historiador bizantino Procopio de Cesarea y por el romano-africano San Agustín para designar a la población no romanizada de Aurés, entre otras poblaciones indígenas sublevadas contra Roma. Flavio Cresconio Coripo nombra a un grupo de pueblos de la misma zona, sublevados contra el Imperio de Justiniano I (siglo VI), como ifuraces. En contraste, las poblaciones autóctonas favorables al régimen romano se designan con el término afris. Estos afris o ifrénidas son posteriormente denominados Banū Ifrēn o Ait Ifren, dentro del grupo de los zenetas o getules.
Como afamados jinetes, mercenarios moros y númidas sirvieron ampliamente en las caballerías de los ejércitos de la antigüedad. En las guerras púnicas fueron reclutados tanto por cartagineses (Sifax) como por romanos (Masinisa). Yugurta, que tomó como mujer la hija de uno de los reyes moros (Boco I), se benefició por algún tiempo de su apoyo, mas fue dejado en manos de sus enemigos en cuanto les pidió asilo.
El reino de Mauritania fue convertido en la Mauritania romana tras ser conquistada y constituida en dos provincias imperiales (Mauritania Tingitana -parte occidental, correspondiente al actual Marruecos- y Mauritania Cesariense -parte central, correspondiente a la actual Argelia-) bajo Calígula (años 37 y 41, respectivamente). La porción más oriental de Argelia y el Túnez actuales no entraban en la denominación de Mauritania y se organizaban en las provincias de Numidia y África (parte de las actuales Argelia, Túnez y Libia).
Los moros empleados como tropas auxiliares contribuyeron a establecer la pax romana en las Galias y se establecieron en colonias romanas. La Notitia Dignitatum (comienzos del siglo V) les refleja acantonados en Armórica, con el nombre de mauri veneti y mauri osismiaci, por los vénetos y osismos, cuyos territorios ocuparon. Varias localidades denominadas Mortaigne o Mortagne en las actuales Francia y Bélgica derivan su nombre de Mauretania, aunque también se ha propuesto la etimología agua muerta.
Moros fueron generales romanos como Gildo, rebelado contra Roma; o Lusio Quieto, definido por Dion Casio como moro y jefe de soldados moros, y a quien Trajano habría pensado elegir como sucesor, según algunos autores. Quieto y su caballería mora están inmortalizados en la columna Trajana. Hubo incluso un efímero emperador moro: Macrino.
Parcialmente romanizados y más tarde cristianizados (desde el siglo III), los moros estuvieron entre los sujetos a las persecuciones anteriores a la declaración del cristianismo como religión oficial, y a los debates religiosos o herejías posteriores a ella, particularmente con el donatismo.

### Edad Media
En el siglo V, los vándalos y sus aliados alanos, expulsados por los visigodos de Hispania, cruzaron el estrecho de Gibraltar y construyeron un reino vándalo en África, hacia 431. Los moros colaboraron en sus expediciones de pillaje contra Roma —saqueo de Roma (455)—, constatándose la presencia de prisioneros romanos reducidos a la esclavitud por estos moros. La expansión bizantina de Justiniano I volvió a ponerles bajo la autoridad imperial en 533; aunque el control de Bizancio sobre esta zona fue relativo.
En 647 comenzó la islamización de la región simultáneamente a su anexión al Califato Omeya de Damasco. La resistencia de jefes moros como Kusaila o Kahina no impidió que para el siglo VIII la mayor parte de las tribus moras se hubieran convertido a la nueva religión y pasaran a ser a su vez agentes activos en su proselitismo, como la propia Kahina, reina mora que tras someterse ordenó a sus hijos abrazar el islam.

#### Moros en la España medieval
Durante la invasión musulmana de la península ibérica en el siglo VIII, los «moros» -en el sentido de «bereberes»- formaron parte de una pequeña fuerza que conquistó la península en tan solo 9 años. Su presencia frente a otros contingentes (árabes, de otras zonas de Oriente Próximo e incluso eslavos) emigrados a al-Ándalus (nombre árabe del territorio musulmán peninsular) durante el periodo medieval debió ser siempre mayoritaria, y las fuentes historiográficas manifiestan su posición social intermedia entre la cúspide de la clase dominante (de real o pretendido origen árabe) y la base de la mayoría de la población (de origen hispanorromano-visigodo, tanto los que continuaron siendo cristianos —mozárabes— como los que se convirtieron al islam —muladíes—).
Con el avance de los reinos cristianos del norte hacia el sur, sustancial a partir del siglo XI, los «moros» -en el sentido de «andalusíes»- que mantuvieron su religión islámica tras ser ocupados (o reconquistados) sus territorios, fueron llamados mudéjares (del árabe hispánico mudáǧǧan, y este del árabe clásico mudaǧǧan, domado).
La condición de las comunidades moras dentro de los reinos cristianos medievales peninsulares fue bajo una peculiar figura: las aljamas o morerías, física y jurídicamente separadas de la comunidad cristiana dominante y de otra de peculiar situación, la comunidad judía. Los diversos fueros locales regulaban las condiciones de la convivencia cotidiana y la resolución de conflictos entre individuos de cada comunidad.
El fuero de Toledo marcaba el mismo procedimiento para juzgar el homicidio, independientemente de la comunidad de la víctima:

Qui vero de occisione christiani, vel mauri sive judei... judecim eum per librum judicum

El fuero de Zorita de los Canes utiliza la expresión moro de paz para indicar la condición del protegido por tal igualdad de tratamiento:

Todo aquel que moro de paz firiere o matare, peche por el assi como por christiano

En cambio, para algunos delitos cometidos por moros contra cristianos, el fuero de Sepúlveda prevé penas mayores que para casos opuestos:

Todo moro que firiere al christiano, si ge lo pudieren probar, con dos cristianos y un moro [de testigos], peche X mrs [diez maravedís]... y sil matare, muera por ello y pierda cuanto oviere... Et si el christiano firiere al moro peche X mrs... et sil matare... peche cient mrs et vaya por enemigo por siempre de sus parientes.

En las Capitulaciones para la entrega de Granada (25 de noviembre de 1491) se registra extensivamente el vocablo «moro», contrapuesto al de «cristiano» como el que designaba a cada uno de los bandos en conflicto en la guerra de Granada:

que el rey moro y los alcaides (...) entregarán (...) la fortaleza (...)
que se mande á las justicias que no consientan que los cristianos suban al muro que está entre el Alcazaba y el Albaicín, de donde se descubren las casas de los moros; y que si alguno subiere, sea luego castigado con rigor.
Que cumplido el término de los cuarenta días, todos los moros se entregarán á sus altezas libre y espontáneamente, y cumplirán lo que son obligados á cumplir los buenos y leales vasallos con sus reyes y señores naturales (...)

### Edad Moderna

#### Moros y moriscos en España
Después de la entrega de Granada (2 de enero de 1492), todos los moros de la península ibérica tenían la condición de «mudéjares», pero la denominación usada para referirse a ellos solía ser el de «moros», y como tales se consideraban sujetos a las obligaciones estipuladas y los derechos garantizados en las Capitulaciones, que se cumplieron con mayor o menor rigor en los años siguientes. Tras la rebelión mudéjar del Albaicín (18 de diciembre de 1499), las autoridades cristianas se consideraron liberadas de cualquier tipo de garantía, se procedió a empadronar a toda la población mora (1501) y se emitió la Pragmática de conversión forzosa de febrero de 1502, que implicaba el bautismo forzoso de todos los moros que permanecieran en España.
A partir de ese momento, la historiografía utiliza para designar a esta población el término «moriscos», construcción castellana derivada de la palabra «moro» a la que se añade el sufijo -isco, que indica valor colectivo, así como relación o pertenencia y a veces tiene matiz despectivo. La Rebelión de las Alpujarras de 1568-1571 dio origen a una más extensiva utilización del término, como la Historia de la rebelión y castigo de los moriscos del reino de Granada, de Luis de Mármol Carvajal (1600).
Tras su dispersión por el interior de la península (decretada por Felipe II), en un intento de evitar la repetición de conflictos y los contactos con los «moros de Berbería», se produjo la definitiva expulsión de los moriscos en 1609 (decretada por Felipe III el 9 de abril). La permanencia en la clandestinidad o la vuelta esporádica de algunos moriscos es reflejada de forma explícita en un pasaje de El Quijote (encuentro entre Sancho y Ricote el morisco). La obra cervantina es muy abundante en referencias moriscas, comenzando por la enigmática personalidad a la que, a efectos literarios, el propio autor hace atribuir la autoría (Cide Hamete Benengeli).
El término «morisco» también es utilizado para designar a géneros literarios:
La novela morisca fue un género literario de la prosa narrativa de carácter idealista, dentro de la prosa de ficción del siglo XVI. En un libro de caballerías portugués, los Triunfos de Sagramor (1554), se incluye como personaje a un moro español yendo a desafiar a los caballeros de la Mesa Redonda.
El romance morisco fue un género en poesía, en el que el comportamiento heroico y caballeroso de un moro se usa como recurso para ensalzar a un caballero cristiano.

### Moros de Berbería o del norte de África
Desde el siglo XVI el término «moro» o «moros berberiscos» se suele restringir a los pobladores del noroeste de África, de la zona conocida como Berbería, cuyas costas pasaron a ser desde el siglo XV el territorio disputado militarmente entre moros y cristianos, en una especie de continuidad del enfrentamiento secular de la Reconquista. Para los habitantes de esas zonas se utilizaron durante el Antiguo Régimen otras expresiones tales como: «moros de paz», «moros de guerra» y «moros mogataces».
La estructura social tribal de buena parte del norte africano (Rif, Berbería, etc.) no permitió la estabilidad de los Estados musulmanes de la zona, a lo que contribuyó también la interferencia del Imperio otomano y las incursiones del reino de Portugal (en Ceuta, batalla de Alcazarquivir, etc.) y de la Monarquía Hispánica (en Melilla, Orán, Bizerta, Bugía, Argel, Túnez, etc.). Las tribus o cabilas indígenas estaban muchas veces enfrentadas entre sí y carecían de unidad étnica o idiomática, con lo que fue factible el fomento de su división por parte de las autoridades de las bases cristianas de la costa.

#### Moro de paz
Moro de paz era la locución con la que eran designados aquellos que mantenían relaciones pacíficas, comerciaban en el abastecimiento y pagaban tributos en las plazas fuertes españolas de África o presidios, y servían de intermediarios para tratar con los demás moros.

#### Moro mogataz

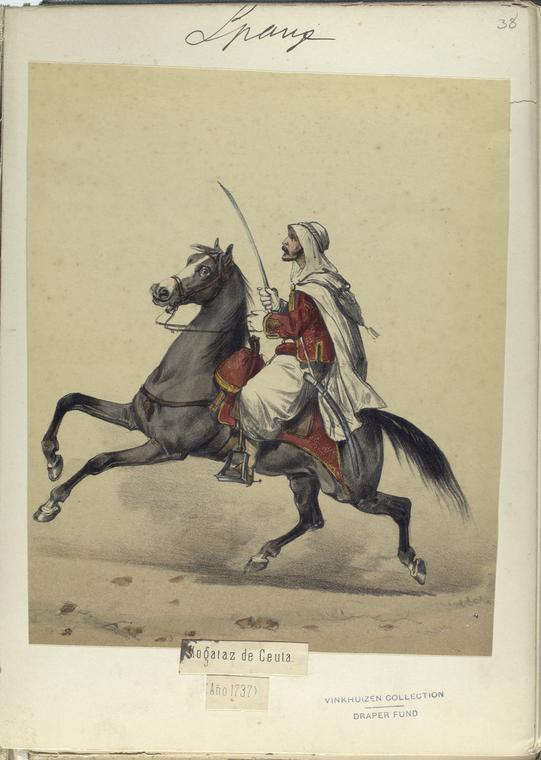
Mogataz del.

Moro mogataz o simplemente mogataz (del árabe hispano muḡaṭṭás, y este del árabe muḡaṭṭas, bautizado, literalmente, 'zambullido'), era el término con que eran designados los soldados indígenas que, sin renunciar a su religión musulmana, estaban al servicio de España en esas plazas, en las incursiones al interior, o en las galeras.
La primera comunidad musulmana instalada en España tras la conversión obligatoria en moriscos de los mudéjares del Reino de Castilla y de Aragón, en 1502 y 1525, respectivamente, fue de mogataces. Cuando España abandonó Orán, un grupo de mogataces fue evacuado para evitarles la venganza de las tribus vecinas, y fue instalado en Ceuta. El censo de 1875 solo registró 91 musulmanes, apenas el 2 % del total. El número de musulmanes en Ceuta solo aumentará con la llegada de inmigrantes musulmanes.

### SigloXX: Harka, Regulares, Legión y Guardia mora
El Protectorado español de Marruecos dio lugar al establecimiento de relaciones mucho más profundas con los «moros», vocablo que seguía usándose, especialmente en el ámbito militar. Las harkas moras, o tropas irregulares que hacían guerra de guerrillas, eran combatidas por tropas españolas, pero también por la Legión Española (cuerpo creado en 1920, en el que se alistaban soldados de cualquier nacionalidad) y por los Regulares (cuerpo indígena creado en 1911, o sea, también moros). La utilización masiva de los moros como fuerza de choque de primera línea del llamado bando nacional durante la guerra civil española tuvo una gran repercusión, tanto bélica como mediática y propagandística, en ambos bandos. Terminada la guerra, Francisco Franco (militar africanista, cofundador de la Legión y con una gran implicación personal en la zona, hasta el punto de ser considerado por algunas cabilas como portador de baraka -suerte providencial-) conservó como guardia de corps una Guardia mora de vistosos uniformes, que utilizó hasta la independencia de Marruecos (1956). Desde entonces hasta 1975, los moros siguieron presentes en la vida militar y política española a través del Sahara español, que tenía representación a través de procuradores en las Cortes Españolas de la Dictadura franquista.

### Moros de Mauritania: Moros blancos y moros negros
La historia de Mauritania, en la zona donde se desarrolló la colonia francesa de ese nombre y el actual Estado independiente de Mauritania (gran parte de la extensa región sahariana occidental), se caracterizó desde el siglo III por la relación conflictiva entre los grupos de etnia bereber procedentes del norte y los de etnias subsaharianas procedentes del sur (bafours, soninké). Al dominio almorávide sobre el imperio de Ghana en el siglo XI le siguieron continuos intentos de penetración de los centros de poder árabe orientales, que desde el siglo XVII se plasmó en el de la tribu Beni Hassan, que reclamaba una teórica ascendencia yemenita, aunque su distinción étnica frente a la población «mora», «morisca» o «bereber» sea muy poco evidente. El hassanía, un dialecto árabe principalmente oral, influido por el bereber, cuyo nombre deriva de esa tribu, se convirtió en el idioma dominante entre la población mayoritariamente nómada de la región; así como el rito o escuela malikí (versión espiritualista del islam sunní) llegó a ser la práctica religiosa dominante. Se desarrolló una sociedad de castas: los moros blancos, beydanes, beidanes, bidan o bidhan (la casta aristocrática), los moros negros o haratines (la casta esclavizada), y los kewri (los pueblos indígenas HalPulaaren; Pulaar, Toucouleur y Fulani (Peuls), los Soninké (Sarakolé) y los Wolof, que nunca fueron esclavizados).

#### Moros negros o "haratin" en el África Noroccidental
El término haratin se utiliza también como exónimo con contenido despectivo para referirse a la población de piel oscura que habita de los oasis de toda África Noroccidental (no solo Mauritania, sino también Sáhara Occidental, Marruecos, Senegal y Malí), caracterizados por un modo de vida sedentario y dedicado a la agricultura. El origen del término haratin no está aclarado, proponiéndose una etimología árabe con el significado de "cultivador", una bereber con el significado de "piel oscura", o una versión arabizada de la palabra bereber ahardan, que significa "de color oscuro"; mientras que bidan (أبيض بيضان') significa "blanco" en árabe.

### Moros en el África subsahariana
La expansión islámica hacia el sur supuso contactos económicos y demográficos desde la Edad Media (ruta del oro transahariana, disputada secularmente por todas las potencias con proyección en la zona, desde el Califato de Córdoba hasta el Imperio songhay); pero fueron mucho más importantes desde finales del siglo XVI, cuando el sultanato de Marruecos consigue la conquista de Tombuctú, que mantiene durante dos siglos. Este hecho fue protagonizado por contingentes de origen morisco español (Yuder Pachá), que se asentaron de forma permanente entre los lugareños.

#### Moros en Malí y Níger

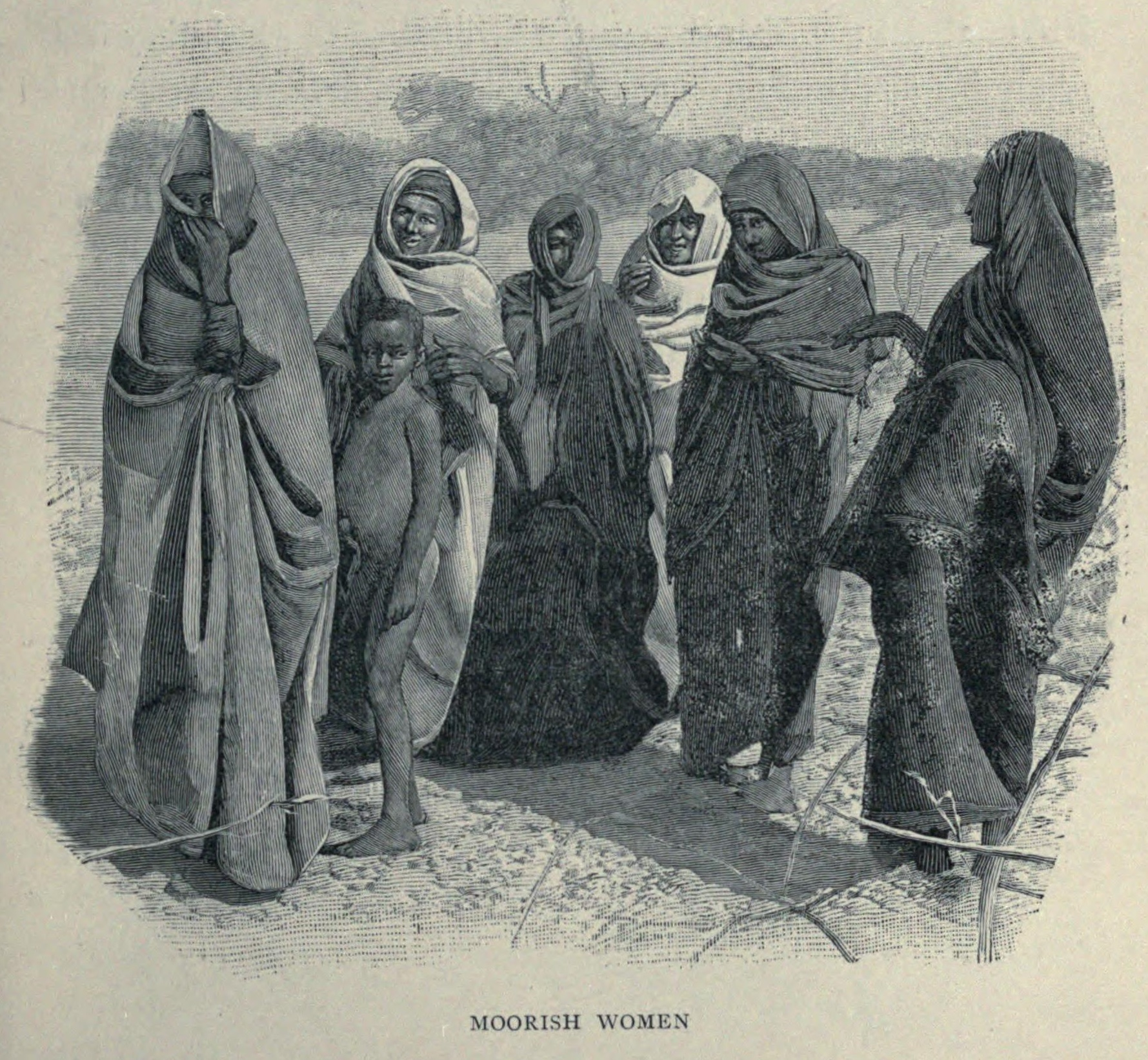
Mujeres moras de Timbuctú hacia 1896, en la obra Tombouctou la mystérieuse de Félix Dubois

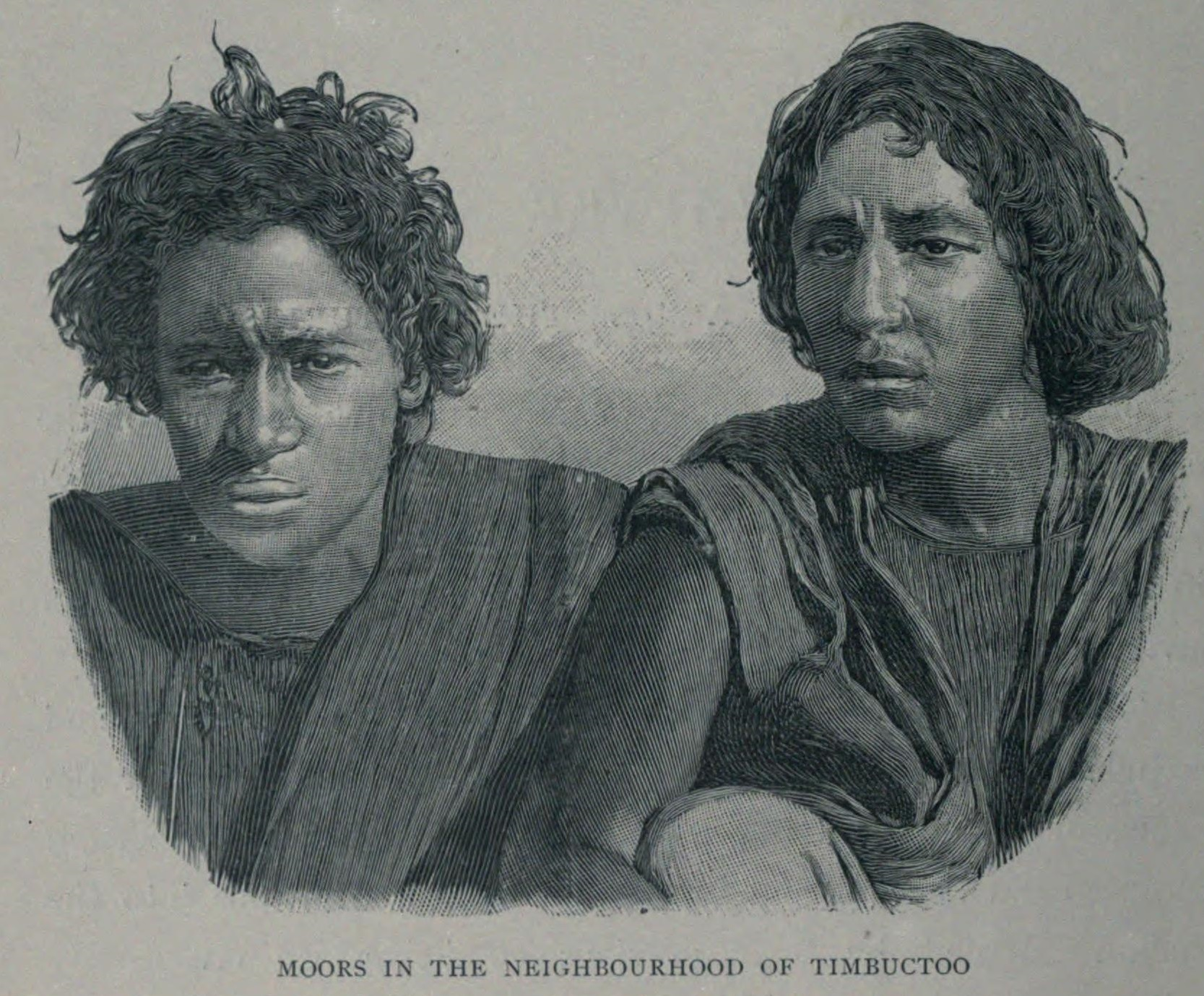
Moros de Timbuctú hacia 1896, en la obra Tombouctou la mystérieuse de Félix Dubois

En Níger y Malí, la población de habla hassanía, variedad dialectal del árabe que algunas fuentes identifican con la que caracteriza a los moros, es conocida como árabes azawagh, por la región sahariana de Azawagh o Azaouad.

#### Moros en Senegal
Según el censo de 1988 de Senegal, se contabilizan 67.726 moros (maures) sobre una población total de 6.773.417 habitantes en el país, o sea, un 1 %, entre la que se encuentran muy dispersos.

### Moros en el Índico

#### Moros en Ceilán
En el Ceilán portugués, el actual Sri Lanka, la población musulmana, considerada de origen árabe, fue denominada con el término moros, significativo para los colonizadores. En la actualidad han abandonado los idiomas árabe y arwi por el tamil y el cingalés. Sigue siendo una minoría muy importante de la población (la tercera en número: dos millones de habitantes, un 8 % de la población).

#### Moros en Filipinas
Sin ningún tipo de similitud racial con los oriundos del norte de África, los moros filipinos son las poblaciones musulmanas de las islas, que los conquistadores españoles denominaron así por la equivalencia religiosa.

### Moros en la América Española
Durante el dominio español, no hubo emigración transoceánica de moros, al menos no en cifras significativas. Por un lado, los embarques hacia las Indias estaban muy controlados, y se restringía a los cristianos viejos. Aunque tal prohibición pudo ser eludida por algunos grupos de judeoconversos, estos estaban mucho más motivados para escapar de la presión social, que no afectaba de la misma forma a los moriscos (de hecho, opusieron gran resistencia a su expulsión). Por otro lado, la esclavitud en América estuvo protagonizada por la población de raza negra de la zona subsahariana, y no por la del norte de África.
Sin ningún tipo de conexión con la religión islámica ni con la población del África septentrional, los moros en Cuba son los mulatos de tez oscura, cabello negro lacio y facciones finas. Entre las numerosas clasificaciones del sistema de castas colonial una de ellas se expresaba así: De español y mulata, morisco.

## Apellido «Moro»
El apellido «Moro», sin ser muy frecuente, tiene presencia en muchas partes de Europa y América, y lo han llevado varios personajes históricos:
- Antonio Moro (Mor o More), pintor neerlandés del siglo XVI.
- Tomás Moro (More o Morus), político inglés del siglo XVI, santo de la Iglesia católica.
- La de los Moro es una casa noble veneciana[59]
- Aldo Moro, político italiano (democristiano), del siglo XX.

## Moros en heráldica

Escudo de Benedicto XVI con una cabeza de moro al natural, con labios, corona y collar de gules (rojos).

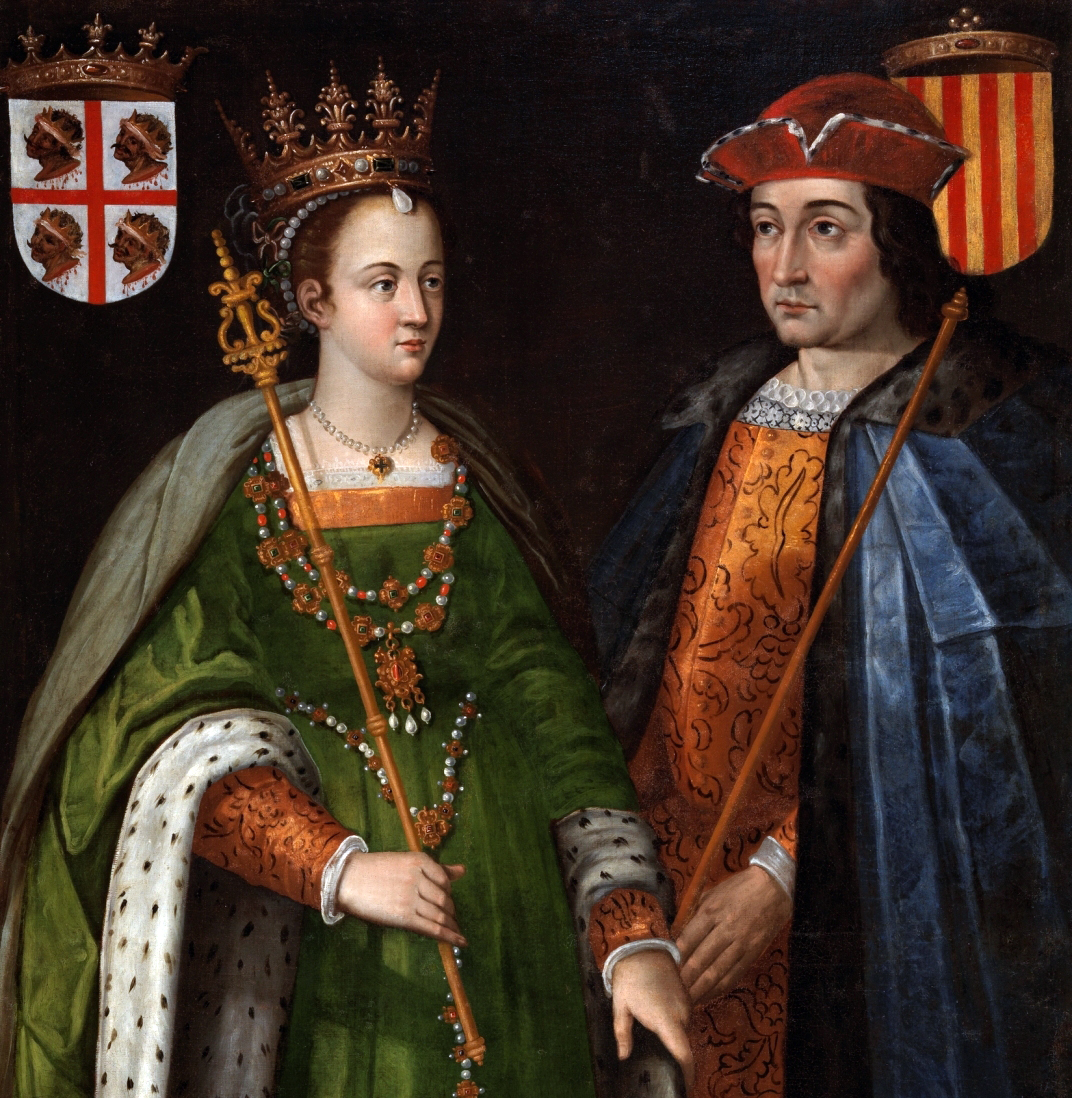
Petronila de Aragón y Ramón Berenguer IV de Barcelona, cada uno con el símbolo heráldico que se les atribuía en el : el de Aragón, la Cruz de San Jorge con las cuatro cabezas de moro o Cruz de Alcoraz. Copia de un óleo original de Filippo Ariosto (1586).

El uso heráldico de figuras de moros o reyes moros es relativamente frecuente. Recientemente, se ha incorporado incluso al escudo personal del papa Benedicto XVI, donde se justifica de la siguiente manera:

En la parte del escudo denominada "capa" hay también dos símbolos que proceden de la tradición de Baviera, que Joseph Ratzinger, al ser nombrado arzobispo de Múnich y Freising, en 1977, introdujo en su escudo arzobispal. En el cantón derecho del escudo (a la izquierda de quien lo contempla) hay una cabeza de moro al natural (o sea, de color marrón), con labios, corona y collar rojos. Es el antiguo símbolo de la diócesis de Freising, erigida en el siglo VIII, que se convirtió en archidiócesis metropolitana con el nombre de Múnich y Freising en 1818, después del concordato entre Pío VII y el rey Maximiliano José de Baviera (5 de junio de 1817).

La cabeza de moro no es rara en la heráldica europea. Aparece aún hoy en muchos escudos de Cerdeña y Córcega, así como en varios blasones de familias nobles. También en el escudo del Papa Pío VII, Barnaba Gregorio Chiaramonti (1800-1823), aparecían tres cabezas de moro. Pero el moro en la heráldica de Italia en general lleva alrededor de la cabeza una banda blanca, que indica al esclavo ya liberado, y no está coronado, mientras que sí lo está en la heráldica germánica.

En la tradición bávara, la cabeza de moro aparece con mucha frecuencia, y se denomina caput ethiopicum o moro de Freising.

En España aparecen moros, en ocasiones encadenados, especialmente en varios escudos de pueblos y ciudades, e incluso de Estados (Escudo de Aragón, Cerdeña). En los últimos años se han producido algunas protestas que, en algún caso han resultado en el cuestionamiento institucional de la conveniencia de retirar tales símbolos.
En la heráldica oficial del Sáhara Occidental, que mantiene, por prescripción religiosa ancestral, la prohibición de incluir figuras humanas en sus símbolos, se inserta, sin embargo, la cabeza de un moro (que se pinta negra) como figura que carga sobre una torre en la daira de Dchera, wilaya de Aaiún.

### Galería

Escudo de Córcega.
Escudo de Cerdeña.
Escudo de Aragón.
Escudo de la provincia de Huesca.
Escudo de Albuñol.
Escudo de Aznalcóllar.
Escudo de Briviesca.
Escudo de Cádiar.
Escudo de Lequeitio.
Escudo de Roncal.
Escudo de Valdemoro.
Escudo de la Casa de Cabra.
Escudo de Pechina. Sobre la columna derecha, un barco moro.

## El moro Muza

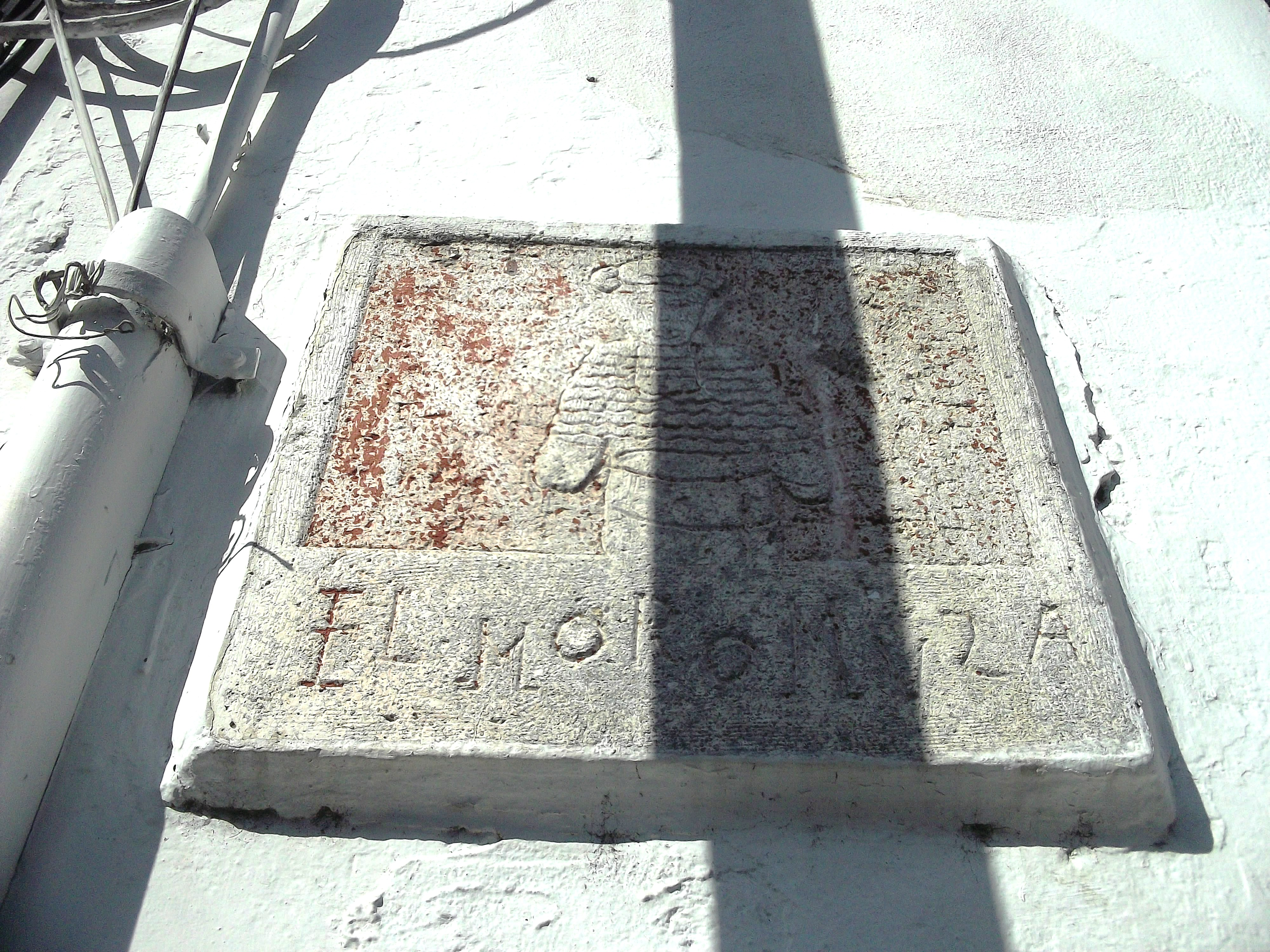
Esquina de El Moro Muza en Mérida, Yucatán.

La expresión "el moro Muza", además de poder referirse a cualquiera de los dirigentes andalusíes llamados Muza o Musa, se aplica en contextos populares y vulgares como un estereotipo escatológico de la figura del "moro". También se utiliza como figura equivalente a la del "hombre del saco" (para asustar a los niños). Fraseológicamente, la expresión "vete a contárselo al moro Muza" es equivalente a "vete por ahí" (o algo peor), y se usa para indicar a alguien que está molestando.
Federico Jaques y Ruperto Chapí estrenaron en 1894 El moro Muza: Ensayo cómico de un drama lírico en un acto, en prosa y verso.
Existe en la ciudad de Mérida, Yucatán, México, una esquina denominada "El Moro Muza", la cual hace referencia a una escultura de origen maya de estilo Puuc (presuntamente del período postclásico maya) procedente de la antigua T'Hó, la cual fue modificada por un comerciante español dándole aspecto "árabe", al parecer haciendo alusión a Muza Ben Nasser, a fin de que pasara desapercibida. Tal pieza hoy día reposa en un museo.

## Fiestas de moros y cristianos

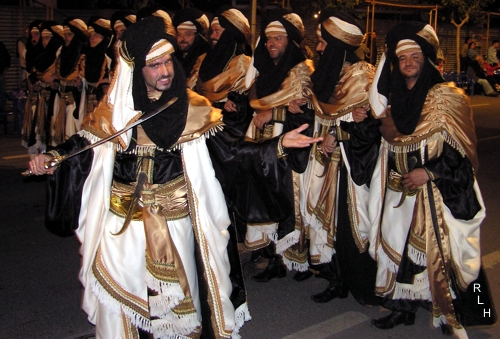
Moros de las fiestas de El Campello.